# SOX6
El factor de transcripción SOX6 es una proteína codificada en humanos por el gen sox6.
La familia de genes SOX codifica un grupo de factores de transcripción definido por la presencia de un dominio de unión a ADN denominado "grupo conservado de alta movilidad" (HMG). Al contrario de lo que ocurre con la mayoría de los factores de transcripción, las proteínas SOX se unen al surco menor del ADN, generando un curvamiento de unos 70-85 grados e introduciendo así cambios de conformación locales.

## Interacciones
La proteína SOX6 ha demostrado ser capaz de interaccionar con:
- CTBP2[3]
- CENPK[4]